# Florence Gétreau
Florence Gétreau est une historienne de l’art et musicologue française, née le 16 mai 1951 à Boulogne-Billancourt,,.

## Biographie
Formée à l’Université de Paris-Sorbonne par Jacques Thuillier en histoire de l’art, par Georges Henri Rivière en muséologie générale contemporaine et au Conservatoire de Paris par Geneviève Thibault de Chambure en organologie, elle obtient une maîtrise d’histoire de l’art en 1976 consacrée au Catalogue raisonné des peintures et dessins de l’École française. Musée Jacquemart-André et une thèse de doctorat en musicologie en 1990 portant sur Le Musée Instrumental du Conservatoire de Musique de Paris : histoire et formation des collections. Son habilitation à diriger des recherches (2006, Université François Rabelais de Tours) est intitulée Histoire des instruments et représentations de la musique en France : une perspective disciplinaire dans le contexte international.
Elle est d'abord adjointe au conservateur du Musée Instrumental du Conservatoire national supérieur de Musique de Paris (1973-1979) puis conservateur du patrimoine dans la même institution (1979-1993). Chef de projet du musée de la Musique à l’Établissement public du parc et de la grande halle de la Villette (1978-1992), elle est ensuite conservateur du patrimoine au Musée national des Arts et Traditions populaires, chargée du département de la Musique et de la Parole (1994-2003). Directeur de l’Institut de recherche sur le patrimoine musical en France (2004-2013), elle est nommée directrice de recherche au CNRS en 2005. Elle est directrice de recherche émérite au CNRS depuis 2016 à l’Institut de Recherche en Musicologie (IReMus : CNRS - Université Paris Sorbonne - BnF - Ministère de la Culture). Sa carrière de chercheuse, d'enseignante et de responsable patrimoniale a été récompensée en 2002 par le Curt Sachs Award de la Société américaine des instruments de musique (en) (AMIS).
Chargée de séminaires à l’École doctorale Sciences de l’Homme et de la Société, Filière Sciences de la musique dans le master Arts, Lettres, langues et Civilisations de l’Université François Rabelais de Tours (2004-2013), elle est professeur associé d’organologie et d’iconographie musicale au Conservatoire national supérieur de musique de Paris (1994-2016). Elle a également présidé la Société française de musicologie (2011-2015).
Mariée en premières noces à Pierre Abondance, technicien de restauration au Musée Instrumental de Paris puis facteur de luths et guitares, Florence Gétreau est l’épouse depuis 1982 de Ingo Muthesius (1926-2019), maître luthier, facteur et restaurateur de violes de gambe, petit-fils de l’architecte berlinois Hermann Muthesius (1861-1927). Leur fils Tobias possède une entreprise de sciage à Chissey-en-Morvan.

## Œuvres
Elle a fondé et dirige la revue scientifique annuelle Musique-Images-Instruments (Klincksieck puis CNRS Éditions) : 17 volumes parus depuis 1995.
Elle est l'auteur de plusieurs centaines d’articles dans des revues, de chapitres d’ouvrages scientifiques, de contributions à des catalogues d’exposition et à des dictionnaires.

### Monographies
- Voir la musique, Paris, Citadelles & Mazenod, 2017, 415 p. 333 ill.  (ISBN 978 2 85088719 2). Prix « Coup de cœur » du Prix France Musique des Muses 2018 ; prix du Cercle Montherlant de l'Académie des Beaux-Arts, 2018 ; Claire Brook Award (City University of New York), 2018.
- Musée Jacquemart-André. Peintures et dessins de l’école française. Catalogue raisonné, Paris, Institut de France / Michel de Maule, 2011, 413 p., 210 ill.
- Aux origines du Musée de la Musique : les collections instrumentales du Conservatoire de Paris. 1793-1993, Paris, Klincksieck / Réunion des Musées Nationaux, 1996, 800 p., 120 ill.
- Restauration des instruments de musique, Fribourg, Office du Livre, 1981, 130 p., 84 ill., 22 schémas.

### Ouvrages collectifs
- L’orchestre à cordes sous Louis XIV : instruments, répertoires et singularités, Jean Duron et Florence Gétreau (dir.), Paris, Vrin, 2015, 471 p.
- Henry Prunières (1886-1942) : un musicologue engagé dans la vie musicale de l’entre-deux-guerres, sous la direction de Myriam Chimènes, Florence Gétreau, Catherine Massip, Paris, Société française de musicologie, 2015, 584 p. ill.  (ISBN 978-2-85357-246-0)
- Chopin e il suono di Pleyel – Chopin and the Pleyel sound – Chopin et le son Pleyel ; Arte e musica nella Parigi romantica – Art and Music in Romantic Paris – Art et musique dans le Paris romantique, Milan, Villa Medici Giulini, 2010, 380 p., 190 ill.
- Musique, esthétique et société en France au XIXe siècle, Damien Colas, Florence Gétreau et Malou Haine (dir.), Liège, Mardaga, 2007, 336 p.
- Instruments pour demain : conservation & restauration des instruments de musique. IXe journées d’étude de la Section française de l’Institut international de conservation, Laurent Espié, Florence Gétreau et Marcel Stefanaggi (dir.), Champs-sur-Marne, SFICC, 2000, 229 p.

### Catalogues d'exposition
- Le Vin et la Musique : accords et désaccords, Paris, Gallimard-Bordeaux, Cité du Vin, 2018. Prix des arts de l'Académie nationale des Sciences, Belles-Lettres et Arts de Bordeaux, 2018. 144 p., 90 illus.
- Entendre la guerre : silence, musiques et sons en 14-18, catalogue d’exposition, Péronne, Historial, Paris, Gallimard, 2014, 160 p., 170 ill. (Prix « histoire et musique » du Prix des Muses 2015).
- Voir la musique : les sujets musicaux dans les œuvres d’art du XVIe au XXe siècle, Musée départemental de l’Abbaye de Saint-Riquier, Musée de Millau et des Grands Causses, Musée des Beaux-Arts de Carcassonne, 2009, 154 p., 76 ill.
- Souffler, c'est jouer : chabretaires et cornemuses à miroirs en Limousin, catalogue d'exposition, avec Eric Montbel, Paris, Mnatp, Éditions Modal – Famdt, 1999, 158 p.
- Musiciens des rues de Paris, catalogue d'exposition, Paris, Éditions de la Réunion des Musées Nationaux, 1997, 142 p., 60 ill.
- Instrumentistes et luthiers parisiens. XVIIe – XIXe siècles, catalogue d'exposition, Paris, Délégation à l'Action Artistique de la Ville de Paris, 1988, 254 p.
- La facture instrumentale européenne : suprématies nationales et enrichissement mutuel, catalogue d'exposition, Paris, Société des Amis du Musée Instrumental, 1985, 248 p.
- Musiques anciennes. Instruments et partitions donnés à l'État en paiement de droits de succession, catalogue d'exposition, avec Josiane Bran-Ricci, Catherine Massip, François Lesure, Paris, Bibliothèque nationale, 1980, 107 p., 18 ill.

### Mélanges
- Musiques, Images, Instruments : Mélanges en l'honneur de Florence Gétreau, éd. Yves Balmer, Alban Framboisier, Fabien Guilloux & Catherine Massip. Turnhout, Brepols, 2019. 645 p. Contient 43 contributions, avec à la fin la bibliographie des travaux de Florence Gétreau (1979-2019).

## Distinctions
- Commandeur de l'ordre des Arts et des Lettres (2017)[10]
- Médaille d’honneur du CNRS (2016)
- Anthony Baines Memorial Prize (2001)
- Curt Sachs Award (2002)
- Academia Europaea (2010)